# Bischöfliches Willigis-Gymnasium

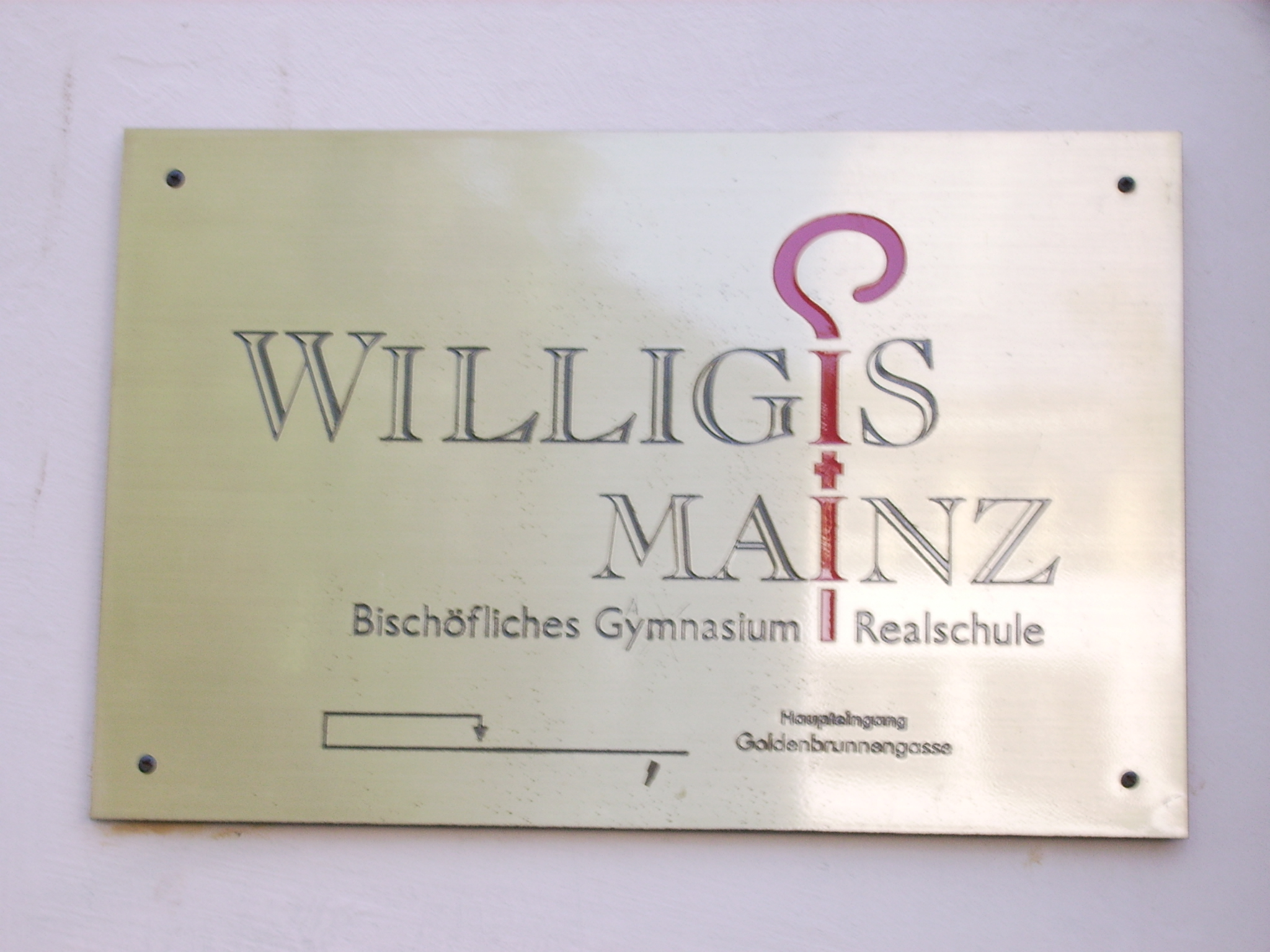
Das offizielle Logo des Willigis-Gymnasiums und der Willigis-Realschule

Das Bischöfliche Willigis-Gymnasium ist ein von Wilhelm Emmanuel von Ketteler 1852 unter dem Namen „St. Marienschule“ gegründetes  bischöfliches Gymnasium in der Mainzer Altstadt. Es befindet sich seit seiner Gründung in der Trägerschaft des Bistums Mainz und ist seit 1964 nach dem früheren Mainzer Bischof Willigis benannt.
Das Willigis-Gymnasium bildet einen Schulverbund mit der 1969–1972 gegründeten koedukativen Willigis-Realschule, ist aber weiterhin der Konzeption nach ein ausschließliches Jungengymnasium. Die Oberstufe ist koedukativ, es werden auch Schülerinnen, meist aus der Realschule, zugelassen, welche aber die deutliche Minderheit bilden.
Das Willigis-Gymnasium war 1967 die Pilotschule zur Erprobung der Mainzer Studienstufe.

## Schwerpunkte
Der Fokus der Schule liegt als kirchliche Einrichtung auf der christlichen Erziehung, beispielsweise durch verpflichtenden Religionsunterricht sowie regelmäßige Gottesdienste. Außerdem liegt ein Schwerpunkt auf musischen Fächern.
Ab dem Schuljahr 2008/09 nahm das Willigis-Gymnasium am rheinland-pfälzischen G8-Pilotprojekt teil, das das Abitur nach 12 Schuljahren ermöglichen soll. Mit Beginn des Schuljahres 2019/20 erfolgte aufwachsend mit der Klassenstufe 6 die Rückkehr zu G9.

## Geschichte
Die St. Marienschule wurde am Fest Mariä Lichtmess am 2. Februar 1852  mit 43 Schülern als gehobene Musterschule für alle Stände eröffnet. Zur Schulleitung und Unterrichtserteilung berief Ketteler die Marianisten. Als ab 1874 im Kulturkampf den Orden die Aufnahme neuer Mitglieder verboten war, wurde dadurch auch die Tätigkeit des Schulordens stark beeinträchtigt. Schulische Hilfskräfte aus der städtischen Geistlichkeit und weltliche Lehrer halfen, diese Zeit zu überbrücken. Bischof Paul Leopold Haffner entschied trotz der nur vier verbliebenen Schulbrüder, dass die Marienschule erhalten bleiben müsse. Nach 1899 begonnener Planung wurde im Jahr 1901 ein nach Entwurf des Frankfurter Architekten Hans Rummel ausgeführter Erweiterungsbau der St. Marienschule im Beisein von Bischof Heinrich Brück sowie des rheinhessischen Provinzialdirektors Freiherr von Gagern, des Gouverneurs Paul von Collas, des Oberbürgermeisters Heinrich Gassner, des Mainzer Domkapitels und anderer Prominenz eingeweiht.
Im Ersten Weltkrieg wurde die Schule zum Militärlazarett umgewandelt. Der Unterricht wurde in der Sakristei von St. Stephan, im Priesterseminar und in der Bischöflichen Kanzlei fortgeführt. Trotz Einspruch von Bischof Ludwig Maria Hugo wurde Johannes Gärtner, der dritte Schulleiter, im März 1923 von den Franzosen ausgewiesen; Gründe hierfür wurden nicht bekannt. Lehrer Heinrich Wettig, der spätere Dompräbendat, wurde bis zur Schließung der Schule 1938 aufgrund der nationalsozialistischen Politik bezüglich kirchlicher Schulen der nächste Schulleiter. Bischof Albert Stohr verkündete in seinem Hirtenbrief vom 1. Mai 1938 das Aus für alle Konfessionsschulen im Bistum. Erst 1955 wurde die Schule wiedereröffnet und bis 1960 hielt nach und nach der Schulbetrieb wieder Einzug, bevor es dann zur Umbenennung in den heutigen Namen Willigis-Gymnasium kam. 1972 schließlich wurde auch die Willigis-Realschule gegründet, was einige Jahre später aufgrund steigender Schülerzahlen eine Erweiterung und Sanierung des Schulgebäudes notwendig machte, die 1985 endgültig abgeschlossen wurde. 2011 wurde die Schule um ein Mensagebäude erweitert und renoviert.

## Direktoren
- 1851–1878 Josef Enderlin vom Orden Frères de Marie
- 1878–1899 Augustin Radat vom Orden Frères de Marie
- 1899–1923 Johannes Gärtner, Weltgeistlicher, von den Franzosen ausgewiesen
- 1924–1938 Heinrich Wettig, Weltgeistlicher
- 1938–1955 Schule geschlossen
- 1955–1960 Wilhelm Bredel
- 1960–1969 Konrad Kraus
- 1969–1990 Theo Binninger
- 1990–2010 Norbert Hämmerer
- 2010–2022 Roman Riedel
- seit 2022 Markus Reinbold

## Bekannte Lehrer
- Nikolaus Adler (1902–1970), Theologe
- Volker Funk (* 1946), Musiker
- Robert Köck (1924–2016), Künstler
- Harald Kohtz (1925–1991), Germanist, Anglist, Autor und Redakteur
- Hein-Direck Neu (1944–2017), Diskuswerfer
- Heinrich Rohr (1902–1997), Kirchenmusiker und Komponist
- Helimar Schoormans (1925–2013), Maler und Grafiker
- Alois Seiler (1909–1997), Historiker

## Bekannte Schüler
Folgende bekannte Personen des öffentlichen Lebens haben das Willigis-Gymnasium (bzw. die St. Marienschule) besucht:
- Peter Blum (* 1991), Schauspieler
- Klaus Brantzen (* 1958), Schauspieler, Sänger, Musiker und Kabarettist
- Florian Claus, Sänger der Band Voxxclub und Musicaldarsteller[4]
- Jean Falk (1850–1930), Handwerksfunktionär und Abgeordneter
- Bertram Fleck (* 1949), Landrat a. D. des Rhein-Hunsrück-Kreises
- Andreas Haratsch (* 1963), Staatsrechtler
- Bert Haus, Kreisbeigeordneter des Main-Taunus-Kreises und Erster Stadtrat Hochheim am Main
- Norbert Himmler (* 1971), seit 2022 Intendant des Zweiten Deutschen Fernsehens
- Ralf Hinkel, Gründer und ehemaliger Vorstand von Mobotix
- Gerhard Horsmann (* 1958), Historiker
- Daniel Köbler (* 1981), rheinland-pfälzischer Politiker
- Michael Macsenaere (* 1959), Leiter des Instituts für Kinder- und Jugendhilfe
- Tobias Mann (* 1976), Kabarettist, Comedian und Musiker
- Gerhard Ludwig Müller (* 1947), Kurienkardinal und emeritierter Präfekt der Kongregation für die Glaubenslehre, ehemaliger Bischof von Regensburg und Theologieprofessor
- Patrick Ohler, Gründer der Online-Community wer-kennt-wen[5]
- Franz Xaver Remling (1803–1873), Domkapitular der Diözese Speyer und Historiker
- Heinz Schenk (1924–2014), Showmaster (Zum Blauen Bock) und Schauspieler[6]
- Ady Schmelz (1944–2010), Karnevalist und Zugmarschall des Mainzer Rosenmontagszuges[7]
- Adam Joseph Schmitt (1855–1928), Politiker im Deutschen Kaiserreich und der Weimarer Republik
- Ambrosius Schneider (1911–2002), deutscher Zisterzienserabt und Ordenshistoriker
- Michael Schulz (* 1960), ehemaliger Professor für Dogmatik an der Katholischen Fakultät der Rheinischen Friedrich-Wilhelms-Universität Bonn
- Frank Seibert, Journalist und Moderator
- Thomas Sinsel (* 1954), ehemaliger Handball-Nationalspieler und mehrfacher Deutscher Meister
- Oliver Wiertz (* 1964), Philosoph
- Walter Wüllenweber (* 1962), Journalist[8]